# Orinoco Flow
Orinoco Flow (auch: Orinoco Flow (Sail Away)) ist ein Lied der irischen Sängerin Enya aus dem Jahr 1988.

## Entstehung und Inhalt
Das Lied wurde von Enya und Roma Ryan geschrieben und von Nicky Ryan produziert. Das Stück erschien erstmals am 19. September 1988 als Teil von Enyas zweitem Studioalbum Watermark sowie als Single am 3. Oktober 1988. Es ist ein melodischer Pop-/New-Age-Song mit einem einprägsamen Refrain, der nur aus den mehrfach wiederholten Worten „Sail Away“ („Segel fort“) besteht.
Das Lied wurde als „imaginärer Segeltörn“ um die Welt charakterisiert, beginnend am Orinoco, einem Fluss in Südamerika. Es folgen Pazifik-Inseln und die Antarktis, die Küste Schottlands sowie Afrika. Der Beginn am Orinoco liegt darin begründet, dass das Lied 1988 im Orinoco-Tonstudio in London entstand, in dem Enya und ihr Team monatelang an dem Song arbeiteten.
Bei AIDA Cruises wird eine Coverversion des Liedes als eine von drei Auslaufmusiken gespielt.

## Preise
Das Lied wurde bei den Grammy Awards 1990 für zwei Awards nominiert, für das Best Music Video – Short Form und die Best New Age Performance.

## Kommerzieller Erfolg

### Chartplatzierungen
Für Enya war Orinoco Flow weltweit der erste Single-Charterfolg. In Deutschland erreichte die Single Rang zwei der Charts und musste sich lediglich Don’t Worry, Be Happy von Bobby McFerrin geschlagen geben. Die Single platzierte sich acht Wochen in den Top 10 und 18 Wochen in den Top 100. In Österreich erreichte die Single Rang acht und platzierte sich zwei Wochen in den Top 10 sowie 14 Wochen in den Charts. In der Schweizer Hitparade erreichte Orinoco Flow die Chartspitze und platzierte sich vier Wochen an ebendieser sowie neun Wochen in den Top 10 und 15 Wochen in den Charts. Im Vereinigten Königreich erreichte Orinoco Flow ebenfalls die Chartspitze und hielt sich dort drei Wochen sowie fünf Wochen in den Top 10 und 13 Wochen in den Charts. In den US-amerikanischen Billboard Hot 100 erreichte die Single in 17 Chartwochen mit Rang 24 ihre höchste Chartnotierung. In Enyas Heimat Irland avancierte das Stück ebenfalls zum Nummer-eins-Hit. Darüber hinaus erreichte Orinoco Flow die Chartspitze in Belgien und der Niederlande sowie Top-10-Platzierungen in Australien (Rang sechs), Neuseeland (Rang zwei), Norwegen (Rang fünf) und Schweden (Rang zwei).
1988 platzierte sich Orinoco Flow auf Rang 18 der britischen Single-Jahrescharts. Im Jahr darauf erreichte die Single Rang 19 der Single-Jahrescharts in der Schweiz sowie Rang 20 in Deutschland.
| ChartsChartplatzierungen       | Höchstplatzierung | Wochen |
| ------------------------------ | ----------------- | ------ |
| Deutschland (GfK)              | 2 (18 Wo.)        | 18     |
| Irland (IRMA)                  | 1 (8 Wo.)         | 8      |
| Österreich (Ö3)                | 8 (14 Wo.)        | 14     |
| Schweiz (IFPI)                 | 1 (15 Wo.)        | 15     |
| Vereinigte Staaten (Billboard) | 24 (17 Wo.)       | 17     |
| Vereinigtes Königreich (OCC)   | 1 (13 Wo.)        | 13     |

| ChartsJahrescharts (1988)    | Platzierung |
| ---------------------------- | ----------- |
| Vereinigtes Königreich (OCC) | 18          |

| ChartsJahrescharts (1989) | Platzierung |
| ------------------------- | ----------- |
| Deutschland (GfK)         | 20          |
| Schweiz (IFPI)            | 19          |

### Auszeichnungen für Musikverkäufe
Orinoco Flow wurde am 5. Januar 2023 mit einer Goldene Schallplatte für über 400.000 verkaufte Einheiten im Vereinigten Königreich ausgezeichnet.
| Land/Region                  | Auszeichnungen für Musikverkäufe (Land/Region, Auszeichnung, Verkäufe) | Verkäufe |
| ---------------------------- | ---------------------------------------------------------------------- | -------- |
| Neuseeland (RMNZ)            | Gold                                                                   | 15.000   |
| Spanien (Promusicae)         | Gold                                                                   | 30.000   |
| Vereinigtes Königreich (BPI) | Gold                                                                   | 400.000  |
| Insgesamt                    | 3× Gold ·                                                              | 445.000  |

Hauptartikel: Enya/Auszeichnungen für Musikverkäufe